# Strah boje lavande
„Strah boje lavande” (eng. Lavender scare) naziv je za homofobiju i progone homoseksualaca 1950-ih godina u SAD-u, a u isto vrijeme je postojala i protukomunistička kampanja nazvana makartizam.
Budući da je većina američkih psihijatara smatrala homoseksualnost mentalnom bolešću, za homoseksualne se osobe smatralo da će biti meta ucjena od strane komunista kojima će onda, u strahu od razotkrivanja seksualne orijentacije, odavati tajne podatke.
1950. godine senator Joseph McCarthy je izjavio da 205 komunista radi u Državnom tajništvu Sjedinjenih Američkih Država. McCarthy i odvjetnik Roy Cohn, za kojeg se vjeruje da je bio homoseksualan, otpuštali su gejeve iz vlade. Kako bi se otkrila homoseksualnost, bilo je potrebno uhoditi većinu osoba za koje se pretpostavljalo da su homoseksualne. Državni tajnik Dean Rusk rekao je za javnost da vlada ne namjerava zapošljavati homoseksualce.
Naziv za ovakva postupanja populariziro je David K. Johnson svojom studijom iz 2004. god. o ovoj homofobnoj kampanji, The Lavender Scare, čiji naziv dolazi od termina lavender lads ("momci od lavande"), što je bio naziv za homoseksualce.
Dokumentarni film Josha Howarda, The Lavender Scare, temelji se na Johnsonovoj knjizi, a izišao je u ljeto 2013. godine.

## Vanjske poveznice
- The Lavender Scare  Arhivirana inačica izvorne stranice od 31. svibnja 2014. (Wayback Machine)